# Luca Bottale
Luca Bottale (Milano, 1º luglio 1967) è un doppiatore, direttore del doppiaggio e conduttore televisivo italiano.
Dopo il liceo scientifico, ha studiato dizione e recitazione al centro Teatro attivo a Milano. È responsabile del tavolo dell'intelligenza artificiale dell'ADAP.
È noto per aver doppiato Gian in Doraemon, Brock in Pokémon, Genta in Detective Conan, Usop in One Piece e Kankuro in Naruto.

## Doppiaggio

### Film
- Joe Gilgun in This Is England
- Jamel Debbouze in Pollo alle prugne
- Usher in In the Mix - In mezzo ai guai
- Christopher Ralph in The Skulls II
- Shawn Christian in Tremors 3 - Ritorno a Perfection
- T. J. Thyne in Due sballati al college
- Eric Balfour in Safe Sex - Tutto in una notte
- Emery Wight in Brotherwood IV: The complex
- Austin St. John in Turbo Power Rangers - Il film
- Gianluca Bonato in Si Nightmare
- Eddie Kaye Thomas in Code Name: Geronimo
- Katsuhisa Namase in Yattaman - Il film
- Tomoya Maeno in Tokyo Ghoul - Il film

### Film d'animazione
- Genta Kojima in Detective Conan - Fino alla fine del tempo, Detective Conan - L'asso di picche, Detective Conan - L'ultimo mago del secolo, Detective Conan - Solo nei suoi occhi, Detective Conan - Trappola di cristallo, Detective Conan - Il fantasma di Baker Street, Detective Conan - La mappa del mistero, Detective Conan - Il mago del cielo d'argento, Detective Conan - La strategia degli abissi, Detective Conan - Requiem per un detective, Detective Conan - L'isola mortale, Detective Conan - La musica della paura, Detective Conan - ...e le stelle stanno a guardare, Detective Conan - L'undicesimo attaccante, Lupin Terzo vs Detective Conan, Detective Conan: Episode "One" - Il detective rimpicciolito
- Usop in One Piece - Per tutto l'oro del mondo, One Piece - Avventura all'Isola Spirale, One Piece - Il tesoro del re, One Piece - Trappola mortale, One Piece - La spada delle sette stelle, One Piece - L'isola segreta del barone Omatsuri, One Piece - I misteri dell'isola meccanica, One Piece - Un'amicizia oltre i confini del mare, One Piece - Il miracolo dei ciliegi in fiore, One Piece - Avventura sulle isole volanti, One Piece 3D - L'inseguimento di Cappello di Paglia, One Piece Film: Z, One Piece Gold - Il film, One Piece Stampede - Il film, One Piece Film: Red
- Gian in Doraemon - The Movie: Le mille e una notte, Doraemon - The Movie: Il Regno delle Nuvole, Doraemon - The Movie: Il dinosauro di Nobita, Doraemon - Il film, Doraemon - Il film: Le avventure di Nobita e dei cinque esploratori, Doraemon - Il film: Nobita e gli eroi dello spazio, Doraemon - Il film: Nobita e la nascita del Giappone, Doraemon - Il film: Nobita e la grande avventura in Antartide "Kachi Kochi", Doraemon - Il film: Nobita e l'isola del tesoro, Doraemon - Il film: Nobita e le cronache dell'esplorazione della Luna, Doraemon - Il film: Nobita e il nuovo dinosauro,  Doraemon - Il film: Nobita e le piccole guerre stellari 2021, Doraemon - Il film: Nobita e l'Utopia celeste, Doraemon - Il film: Nobita e la sinfonia della Terra, Doraemon - Il film: Nobita e il racconto del mondo della pittura
- Brock in Pokémon 3 - L'incantesimo degli Unown, Pokémon: Jirachi Wish Maker, Pokémon: Destiny Deoxys, Pokémon: Lucario e il mistero di Mew, Pokémon Ranger e il Tempio del Mare, Pokémon: L'ascesa di Darkrai, Pokémon: Giratina e il Guerriero dei Cieli, Pokémon: Arceus e il Gioiello della Vita, Pokémon: Il re delle illusioni Zoroark, Pokémon: Mewtwo colpisce ancora - L'evoluzione
- Beccolargo in Alla ricerca della Valle Incantata 11 - L'invasione dei minisauri
- Kei in Beyblade - The Movie
- Mamma in Blood: The Last Vampire
- Cheeck I nove cani di Babbo Natale
- Scagnozzo Conquest in L'Isola dei Furby
- Cicerone e Epis in Manie-Manie - I racconti del labirinto
- Seiya Uribatake in Mobile Battleship Nadesico - The Movie - Il principe delle tenebre
- Kosuinen in Time Bokan - Le macchine del tempo
- Dodoria in Dragon Ball Z - Le origini del mito (2° doppiaggio)
- Sauzer in Dragon Ball Z - Il destino dei Saiyan (2° doppiaggio)
- Angila in Dragon Ball Z - La sfida dei guerrieri invincibili (2° doppiaggio)
- Puck in Dragon Ball GT - L'ultima battaglia
- Pa Plankton in Plankton - Il film
- Carl Wheezer in Jimmy e Timmy: L'altra dimensione, Jimmy e Timmy: Amici - Nemici e Jimmy e Timmy: Un cattivo per gioco
- Kankuro in Naruto Shippuden - Eredi della Volontà del Fuoco
- Fish in I Cavalieri dello zodiaco - La leggenda del Grande Tempio
- GP-S in È arrivato il Broncio

### Serie e film TV
- Miss Etta Kette in Barney
- Uhm Ki-joon in Dream High
- Ben Mortley in Le sorelle McLeod
- Ron Butler in True Jackson, VP
- Lee Thompson Young in Jake 2.0
- Stephen Phillips in Last Man Standing
- Austin St.John in Power Rangers
- Zolan Korach in Sam & Cat, Henry Danger
- Jullian Dulce Vida in 44 Minutes: The North Hollywood Shoot-Out

### Serie animate
- Sonic Prime - Dr. Babble
- È un po' magia per Terry e Maggie - Nelson
- Lisa e Seya un solo cuore per lo stesso segreto - Sergio
- Lupo Alberto - Gustavo e Glicerina (st. 1)
- Viaggiando nel tempo - Genio della lampada
- Pippi Calzelunghe - Klang
- Pokémon - Brock
- Sabrina, the Animated Series - Salem il gatto
- Dragon Ball Z - Dodoria
- Rossana - Bab
- Dragon Ball GT - Dol Takki
- Dr. Slump & Arale (2⁰ doppiaggio, serie 1980/86) - Taro Soramame
- Fire Emblem OVA  - Kain
- Gundam Wing - Heero Yui
- One Piece - Usopp
- Baki Hanma - Kureha Shinogi
- Berserk - Judo
- Roba da Gatti - Romeo
- Detective Conan - Genta Kojima (ep. 133+), Yusaku Kudo (ep. 742-743), Korn (ep. 631), Ninzaburo Shiratori (ep. 530), Kiichiro Numabuchi (ep. 125)
- Ai confini dell'universo - Fatty
- Simsalagrimm - Yoyo
- Hamtaro - Damerino
- Beyblade - Kei
- Doraemon - Gian
- Nadia - Il mistero della pietra azzurra - Fate (ridoppiaggio)
- Yu-Gi-Oh! - Rex Raptor
- Mew Mew - Amiche vincenti - Quiche
- Hanayori Dango - Nathan Montgomery
- La famiglia della giungla - Darwin Thornberry
- Zoids - Thomas Shubultz
- Shaman King - Horo Horo
- Mirmo!! - Deuzio
- Zig & Sharko - Sharko
- Justice League - Artur Curry/Aquaman
- Mortal Kombat - Jax
- Fullmetal Alchemist - Barry
- Fifi e i bimbi fioriti - Bombo
- Yu-Gi-Oh! GX - Zane Truesdale
- Invader Zim - Dib
- X-Men: Evolution - Kurt Wagner
- Kirby - Rick
- Naruto e Naruto: Shippuden - Kankuro
- Sam il pompiere[1] (serie del 2004) - James Jones
- Odd Job Jack - Bobby Lee
- Hunter × Hunter (serie 1999) - Hisoka Morou
- Mermaid Melody - Principesse sirene - Hippo
- I Fantastici Quattro - Rupert, il nerd (ep. 14)
- Capitan Flamingo - Rugert
- Sugar Sugar Rune - Unicorno
- Il fantastico mondo di Richard Scarry (2º doppiaggio) e Evviva Sandrino! - Zigo Zago
- Godannar - Yanagisawa
- I Cavalieri dello zodiaco - Saint Seiya - Hades - Fish
- Dream Team - Shigeki "Shige" Sato
- Gormiti, che miti - Grandalbero e Obscurio
- Grossology - Paul "Sapientino" Squirfenherder
- Il mio amico Coniglio - Scheggia
- Yu-Gi-Oh! 5D's - Lazar e Nervin
- Hellsing Ultimate - Jan Valentine
- Angel's Friends - Gus
- MÄR - Pozun
- Team Umizoomi - Bot
- Stitch! - Pleakley
- Beyblade Metal Fusion - Tetsuya Watarigane, Julian Corzen e Dynamis
- Comic Party - Kazuki Sendō
- Le avventure di Chuck & Friends - Soku
- My Little Pony - L'amicizia è magica - Signor Cake e Snails
- Mila e Shiro - Il sogno continua - Mitamura
- The DaVincibles - Zio Leo DaVinci
- Yu-Gi-Oh! Zexal - Bronk Stone
- Hover Champs - Spin & Go - Sean
- American Dad! - Cee Lo Green nell'episodio Acqua calda
- Calimero - Piero
- Camp Lakebottom - Norman
- Inazuma Eleven GO Galaxy - Ozrock Boldar
- Julius Jr - Shaka Brah
- Yu-Gi-Oh! Arc-V - Jean-Michel Roger
- Yo-kai Watch - Dimenticap
- Bat Pat - Bat Pat
- Dragon Ball Super - Tagoma, Monaka e Oguma, il Kaioshin del quinto universo
- SpongeBob - Larry (ep. 10x06, 12x20) e vari personaggi secondari
- The Zhu Zhu Pets - Mr. Squiggles
- Hotel Transylvania - La serie - Lydia
- Trulli Tales[2] - Athenina
- My Hero Academia - Koji Koda, Higari Maijima, Mirai Sasaki e Crust
- Taffy[3] - Alfred
- Super Benny  - Blue, Gino e Signor Fabrizio
- Overlord - Ampetif Cocco Doll
- That Time I Got Reincarnated as a Slime - Ranga
- Gintama - Obi Hajime e Amarao Daisaku
- DanMachi - Fels
- X - Yuto Kigai
- Yu degli spettri -  Toguro Otooto (Maggiore)
- Bleach - Akon
- Blu Baloon - Rocco e Riccio

### Videogiochi
- Sacred: La leggenda dell'arma sacra (Principe Valor)
- Driver: Parallel Lines (Il Messicano)[4]
- Driv3r (Lomaz)[5]
- League of Legends (Azir)
- La Cosa (Price, Powell e Stolls)[6]
- Jak and Daxter: The Precursor Legacy (Scultore)[7]
- Sly Raccoon, Sly 2: La banda dei ladri e Sly 3: L'onore dei ladri (Sly Cooper)
- Ty la tigre della Tasmania (Ty)
- Shark Tale (Oscar)
- Atmosfear (Il Custode del Cimitero)[8]
- Vietcong (Joe Crocker)
- Vietcong Fist Alpha (Joe Crocker)
- Silver (David)
- Psi-Ops: The Mindgate Conspiracy (Nick Scryer)
- Hitman 2: Silent Assassin (Agente 47)[9]
- Hitman: Contracts (Agente 47)[10]
- Il Signore degli Anelli: La Guerra dell'Anello (Gollum ed Operai umani)
- Il Signore degli Anelli: La battaglia per la Terra di Mezzo (Merry)
- Il Signore degli Anelli: La battaglia per la Terra di Mezzo 2 (Merry)
- Warcraft III: Reign of Chaos (Voce narrante del tutorial)
- WarioWare Gold (Jimmy T., Joe, Spitz, Mr. Sparkles, Master Mantis e Orbulon)
- The Settlers: L'Eredità dei Re (Erec, studioso di Barmecia e varie unità, sia civili che militari)
- Agatha Christie: E non ne rimase nessuno (Anthony Marston, Philip Lombard/Charles Morley)[11]
- Arc - Il tramonto degli Spiriti (Darc)[12]
- Mafia: The City of Lost Heaven (Luca Bertone)
- Shrek 2 (Specchio magico)[13]
- Shrek 2 (Voce narrante)[13]
- Mission Impossible - Operation Surma (Agente esplosivi)[14]
- Fire Emblem: Radiant Dawn (Ranulf)
- Mass Effect 2 (Thane Krios e Wilson)[15]
- Codename: Panzers Phase I (Hans Von Grobel)[16]
- Codename: Panzers Phase II (Hans Von Grobel)[17]
- Crash Tag Team Racing (Ebeneezer Von Clutch)[18]
- Bakugan Battle Brawlers (Shuji)
- Harry Potter e la camera dei segreti (Oliver Baston, Tom Riddle e Studenti)[19]
- Harry Potter e il calice di fuoco (Lord Voldemort)[20]
- Desperados: Wanted Dead or Alive (El Diablo e Maresciallo Jackson)[21]
- Il Professor Layton vs. Phoenix Wright: Ace Attorney (Phoenix Wright)
- Runaway: A Road Adventure (Clive, Lula, Rutger)
- Age of Empires II: The Conquerors (Narratore campagna Attila)[22]
- Asterix & Obelix XXL (Assurancetourix)[23]
- Tenchu: Wrath of Heaven (Onikage)[24]
- Ultimate Spider-Man (Eddie Brock/Venom)[25]
- Halo: Combat Evolved (Marines)[26]
- Art of Murder - FBI: La crudele arte dell'omicidio (Jeff MacGregor e Don Diego)[27]
- Avatar (Avatar Uomo)[28]
- Avencast: Rise of the Mage (Malvaren, Della Gustera e Icarius)[29]
- Baldur's Gate: Dark Alliance (Vahn e Branoch)[30]
- Black & White 2 (Maestro Kai, Archeologo e le Armate)[31]
- The Black Mirror (Tom, Harry, Minatore e Addetto alle caldaie)[32]
- BloodRayne (Simon Kreiger)[33]
- Brave - Alla ricerca di Spirito Danzante (Spirito D'Aquila)[34]
- BraveHeart (Voce Narrante)[35]
- Broken Sword: Il sonno del drago (Tristram, Ispettore e Uomo di Susarro 2)[36]
- Chi vuol essere milionario? - Seconda edizione (Aiuto da casa)[37]
- Command & Conquer: Generals (Cacciatore di Carri e Ranger)[38]
- Assassin's Creed: Valhalla (Re Burgred, Wigmund e Herald)[39]
- Commandos 3: Destination Berlin (Ladro)[40]
- Stronghold Crusader (Narratore e Tutti i sultani: Abdul, Ahmed, Mustafà, Hashim, Karim, Malik e Shaheed)[41]
- Doom 3 (A. Chang, J. Edwards e Voci di Sottofondo)[42]
- Duel Masters (I 5 Monaci)[43]
- Dungeon Siege II (Amren)[44]
- Egypt III - Il destino di Ramses (Sognatore, Ouni e Seth)[45]
- Freddi Pesce - Il caso dei maialini con le pinne (Grillo Pesce)[46]
- Gas-Gas entra in gara (Rick Frecciarossa)[47]
- Harry Potter e il prigioniero di Azkaban (Studenti)[48]
- Harry Potter e la Coppa del Mondo di Quidditch (Oliver Baston e Duncan Inglebee)[49]
- Lo Hobbit (Fili e Gollum)[50]
- Hulk (Ravage)[51]
- The Incredible Hulk: Ultimate Destruction (Leonard Samson)[52]
- Jack Keane: Al riscatto dell'Impero britannico (Tipaccio #1, Lawrence e Sacerdote #2)[53]
- The Journeyman Project 3 - Il retaggio del tempo (William Daughton)[54]
- Judge Dredd: Dredd vs Death (Civili e Criminali)[55]

## Programmi televisivi
- Il boss del fai da te (cielo) - voce di Josh Temple
- Cri Cri (Italia 1) - voce di Riccardo
- Sabato al circo (Canale 5) - partecipazione
- Ziggie (Italia 1) - voce fuori campo
- Raoul Show (Disney Channel) - voce di Raoul
- 'O mare mio (NOVE) - voce fuori campo
- Colazione con Peo (RSI LA1) - conduttore
- Le invasioni barbariche (LA7) - voce fuori campo
- Sky Cine News (Sky Italia) - voce fuori campo
- Eva (Rai 2) - voce fuori campo
- Terra! (Rete 4) - voce fuori campo
- Speaker ufficiale del canale tv Iris (dal 2013)
- Detective Conan - speciale backstage (Super!, 2016) - partecipazione
- Motor Trend (2018) - partecipazione per la presentazione del canale

## Pubblicità TV
- Spot TV Rai 2, Rete 4